# 內森·斯沃茨
內森·斯沃茨（英語：Nathan Swartz，1902年7月 － 1984年8月），是俄羅斯出生的美國鞋匠，為添柏嵐創辦人。

## 生平
1902年7月，內森·斯沃茨出生在俄羅斯敖德薩的貧窮猶太家庭，他是鞋匠家族的第四代傳人。在第一次世界大戰前不久，全家移居美國。起初，斯沃茨是在紐約一家修鞋店做學徒。到了1952年，他購買了麻薩諸塞州阿賓頓鞋業公司50%的股份，也就是添柏嵐的前身。斯沃茨於1968年退休。

## 家庭
斯沃茨育有兩個兒子。赫爾曼於1968年至1986年領導公司，其次是西德尼於1986年至1998年。1998年，西德尼的兒子杰弗裡·斯沃茨接任。2011年，杰弗里以20億美元的價格將公司賣給威富公司。